# Chamaedorea pumila
Chamaedorea pumila är en enhjärtbladig växtart som beskrevs av Hermann Wendland. Chamaedorea pumila ingår i släktet Chamaedorea och familjen Arecaceae. Inga underarter finns listade i Catalogue of Life.